# سیارک ۲۷۵۸
سیارک ۲۷۵۸ (به انگلیسی: 2758 Cordelia، نامگذاری:1978RF) دو هزار و هفتصد و پنجاه و هشتمین سیارک کشف شده‌است که در ۱ سپتامبر ۱۹۷۸ کشف شد.
قدر مطلق سیارک برابر ۱۳٫۷۰ است.